# New York Bluefins
Die New York Bluefins waren eine US-amerikanische Eishockeymannschaft aus Cortland, New York. Das Team spielte von 2010 bis 2013 in der Federal Hockey League.

## Geschichte
Das Franchise wurde im Frühjahr 2010 unter dem Namen Broome County Barons als eines der sechs Gründungsmitglieder der Federal Hockey League gegründet, in der sie ab der Saison 2010/11 am Spielbetrieb teilnahmen. Ihre Heimspiele trugen die Broome County Barons zunächst im 1.200 Zuschauer fassenden Chenango Ice Rink in Chenango, New York aus.
Im Dezember 2010 gaben die Barons den Abzug aus Chenango bekannt, da die Zuschauerresonanz enttäuschend niedrig ausgefallen sei und die Mannschaft sich keine Fanbasis erarbeiten konnte. Zur „Johnny-Bower-Night“ – einem unter einem bestimmten Motto stehenden Heimspiel – waren lediglich 75 zahlende Zuschauer erschienen.
Wenige Tage später wurde Mike Mullaney neuer Besitzer des Teams, der auch als Cheftrainer und General Manager der Barons fungierte. Das Franchise wurde Anfang Januar 2011 nach Cape Cod, Massachusetts umgesiedelt, wo es weiterhin am Spielbetrieb der Federal Hockey League teilnahm. Wenige Monate später folgte im Zuge eines Besitzerwechsels erneut eine Namensänderung der Franchise, die nun als Cape Cod Bluefins am Spielbetrieb der Federal Hockey League teilnahm.
Im Dezember 2012 wurde das Team von der Liga übernommen, nach Cortland, New York, umgesiedelt und in New York Bluefins umbenannt. Anfang Februar 2013 stellte die Mannschaft den Spielbetrieb endgültig ein. 